# Liga Femenina de voleibol argentino de 2020
La Liga Femenina de Voleibol Argentino de 2020 fue la vigésima cuarta edición del torneo más importante a nivel de clubes organizado por FeVA para equipos de voleibol femenino. En esta edición participaron once equipos y comenzó el 23 de enero de 2020.
Por la cuarentena decretada por el gobierno nacional por la pandemia de enfermedad por coronavirus, la Liga fue suspendida el día 14 de marzo y abandonada definitivamente sin posiciones ni descensos el 1º de abril.

## Equipos participantes
- Banco Provincia (La Plata)
- Boca Juniors (Ciudad de Buenos Aires)
- Club Rosario (Rosario)
- Estudiantes de La Plata (La Plata)
- Gimnasia y Esgrima La Plata (La Plata)
- Mupol (Círculo Mutual de Suboficiales) (Buenos Aires)
- River Plate (Ciudad de Buenos Aires)
- San José (San José)
- San Lorenzo de Almagro (Ciudad de Buenos Aires)
- Vélez Sarsfield (Ciudad de Buenos Aires)
- Villa Dora (Santa Fe)

## Formato de competencia
El torneo está dividido en varias fases, la fase regular, los cuadrangulares, y los play-offs. En primera instancia, los once (11) equipos se dividen en dos zonas, una de cinco (5) equipos y otra de seis (6) equipos. Dentro de cada zona, los equipos se enfrentan todos contra todos dos veces, alternando localía. Una vez pasada esa fase, los equipos avanzan a una etapa de cuadrangulares, donde los cuatro mejores equipos avanzan a las semifinales, mientras que los restantes equipos disputan la permanencia. Posterior a las semifinales se disputa la final, que define al equipo campeón del torneo.

## Desarrollo del torneo

### Primera fase

#### Zona A
| Pos. | Equipo                         | Pts | Partidos | Partidos | Partidos | Sets | Sets |
| Pos. | Equipo                         | Pts | PJ       | PG       | PP       | SG   | SP   |
| ---- | ------------------------------ | --- | -------- | -------- | -------- | ---- | ---- |
| 1.º  | Boca Juniors (Buenos Aires)    | 12  | 4        | 4        | 0        | 12   | 2    |
| 2.º  | River Plate (Buenos Aires)     | 7   | 4        | 2        | 2        | 9    | 6    |
| 3.º  | Gimnasia y Esgrima La Plata    | 6   | 4        | 2        | 2        | 7    | 7    |
| 4.º  | Vélez Sarsfield (Buenos Aires) | 5   | 4        | 2        | 2        | 5    | 11   |
| 5.º  | Club Rosario                   | 0   | 4        | 0        | 4        | 1    | 12   |

Primer weekend
| 24 de enero, 21:30 | Club Rosario | 0 - 3                           | Boca Juniors |  |  |
|                    |              | ( 14-25, 14-25, 13-25 ) Reporte |              |  |  |

| 25 de enero, 22:00 | Vélez Sarsfield | 1 - 3                          | Gimnasia (LP) |  |  |
|                    |                 | ( 25-21, 12-25, 22-25, 24-26 ) |               |  |  |

| 26 de enero, 20:00 | Club Rosario | 0 - 3                   | River Plate |  |  |
|                    |              | ( 16-25, 23-25, 25-23 ) |             |  |  |

Segundo weekend
| 30 de enero, 21:30 | Gimnasia (LP) | 0 - 3                   | River Plate |  |  |
|                    |               | ( 12-25, 23-25, 21-25 ) |             |  |  |

| 31 de enero, 21:30 | Vélez Sarsfield | 0 - 3                  | Boca Juniors |  |  |
|                    |                 | ( 19-25,15-25, 11-25 ) |              |  |  |

| 2 de febrero, 20:00 | Gimnasia (LP) | 1 - 3                          | Boca Juniors |  |  |
|                     |               | ( 25-20, 18-25, 21-25, 24-26 ) |              |  |  |

| 2 de febrero, 21:30 | Vélez Sarsfield | 3 - 2                                 | River Plate |  |  |
|                     |                 | ( 25-23, 21-25, 20-25, 25-22, 16-14 ) |             |  |  |

Tercer weekend
| 7 de febrero, 21:00 | Boca Juniors | 3 - 1                          | River Plate |  |  |
|                     |              | ( 18-25, 25-22, 25-14, 25-21 ) |             |  |  |

| 8 de febrero, 21:00 | Club Rosario | 0 - 3                   | Gimnasia (LP) |  |  |
|                     |              | ( 12-25, 22-25, 17-25 ) |               |  |  |

| 9 de febrero, 20:00 | Club Rosario | 1 - 3                          | Vélez Sarsfield |  |  |
|                     |              | ( 25-21, 17-25, 20-25, 15-25 ) |                 |  |  |

Cuarto weekend (interzonal)
Quinto weekend
| 20 de febrero, 21:30 | Gimnasia (LP) | vs. | Vélez Sarsfield |  |  |

| 22 de febrero, 21:00 | Boca Juniors | vs. | Club Rosario |  |  |

| 23 de febrero, 20:00 | River Plate | vs. | Club Rosario |  |  |

Sexto weekend
| 29 de febrero, 21:00 | Boca Juniors | vs. | Vélez Sarsfield |  |  |

| 29 de febrero, 21:00 | River Plate | vs. | Gimnasia (LP) |  |  |

| 1 de marzo, 20:00 | Boca Juniors | vs. | Gimnasia (LP) |  |  |

| 1 de marzo, 20:00 | River Plate | vs. | Vélez Sarsfield |  |  |

Séptimo weekend
| 6 de marzo, 21:30 | River Plate | vs. | Boca Juniors |  |  |

| 7 de marzo, 21:00 | Gimnasia (LP) | vs. | Club Rosario |  |  |

| 8 de marzo, 20:00 | Vélez Sarsfield | vs. | Club Rosario |  |  |

Octavo weekend (interzonal)

#### Zona B
| Pos. | Equipo                                | Pts | Partidos | Partidos | Partidos | Sets | Sets |
| Pos. | Equipo                                | Pts | PJ       | PG       | PP       | SG   | SP   |
| ---- | ------------------------------------- | --- | -------- | -------- | -------- | ---- | ---- |
| 1.º  | Villa Dora (Santa Fe)                 | 15  | 5        | 5        | 0        | 15   | 1    |
| 2.º  | San Lorenzo de Almagro (Buenos Aires) | 12  | 5        | 4        | 1        | 12   | 4    |
| 3.º  | Banco Provincia (La Plata)            | 7   | 5        | 2        | 3        | 8    | 9    |
| 4.º  | Estudiantes de La Plata               | 6   | 5        | 2        | 3        | 9    | 9    |
| 5.º  | San José (San José, ER)               | 5   | 5        | 2        | 3        | 6    | 11   |
| 6.º  | Mupol (Buenos Aires)                  | 0   | 5        | 0        | 5        | 0    | 15   |

Primer weekend
| 24 de enero, 21:00 | Banco Provincia (LP) | 0 - 3                   | San Lorenzo (BA) |  |  |
|                    |                      | ( 25-27, 21-25, 15-25 ) |                  |  |  |

| 24 de enero, 21:00 | Estudiantes (LP) | 3-0                             | Mupol | Country Club de City Bell, City Bell           |                                                |
|                    |                  | ( 25-22, 25-14, 25-20 ) Reporte |       | Árbitro(s): * Javier López * Andrés Villarreal | Árbitro(s): * Javier López * Andrés Villarreal |

| 25 de enero, 21:00 | San José (ER) | 0 - 3                   | Villa Dora |  |  |
|                    |               | ( 13-25, 21-25, 18-25 ) |            |  |  |

| 26 de enero, 20:30 | Banco Provincia (LP) | 3 - 0                   | Mupol |  |  |
|                    |                      | ( 25-21, 25-10, 25-18 ) |       |  |  |

| 26 de enero, 20:30 | Estudiantes (LP) | 1 - 3                          | San Lorenzo (BA) |  |  |
|                    |                  | ( 25-16, 22-25, 20-25, 20-25 ) |                  |  |  |

Segundo weekend
| 31 de enero, 21:00 | San José (ER) | 0 - 3                   | San Lorenzo (BA) |  |  |
|                    |               | ( 20-25, 25-27, 20-25 ) |                  |  |  |

| 31 de enero, 21:00 | Villa Dora | 3 - 0                   | Mupol |  |  |
|                    |            | ( 25-17, 25-13, 25-16 ) |       |  |  |

| 1 de febrero, 20:00 | Banco Provincia (LP) | 3 - 0                   | Estudiantes (LP) |  |  |
|                     |                      | ( 25-13, 25-20, 25-20 ) |                  |  |  |

| 1 de febrero, 20:00 | San José (ER) | 3 - 0                  | Mupol |  |  |
|                     |               | ( 25-19, 25-10, 25-9 ) |       |  |  |

| 1 de febrero, 20:00 | Villa Dora | 3 - 0                   | San Lorenzo (BA) |  |  |
|                     |            | ( 25-21, 25-17, 25-17 ) |                  |  |  |

Tercer weekend
| 7 de febrero, 21:30 | Mupol | 0 - 3                   | San Lorenzo (BA) |  |  |
|                     |       | ( 19-25, 20-25, 17-25 ) |                  |  |  |

| 8 de febrero, 21:00 | Banco Provincia (LP) | 2 - 3                                | San José (ER) |  |  |
|                     |                      | ( 28-30, 27-25, 25-14, 23-25, 8-15 ) |               |  |  |

| 8 de febrero, 21:00 | Estudiantes (LP) | 1 - 3                          | Villa Dora |  |  |
|                     |                  | ( 11-25- 17-25, 25-19, 19-25 ) |            |  |  |

| 9 de febrero, 20:00 | Banco Provincia (LP) | 0 - 3                   | Villa Dora |  |  |
|                     |                      | ( 26-28, 22-25, 14-25 ) |            |  |  |

| 9 de febrero, 20:00 | Estudiantes (LP) | 3 - 0                   | San José (ER) |  |  |
|                     |                  | ( 25-23, 25-23, 26-24 ) |               |  |  |

Cuarto weekend (interzonal)
Quinto weekend
| 22 de febrero, 21:00 | Mupol | vs. | Estudiantes (LP) |  |  |

| 22 de febrero, 21:00 | San Lorenzo (BA) | vs. | Banco Provincia (LP) |  |  |

| 23 de febrero, 20:00 | Mupol | vs. | Banco Provincia (LP) |  |  |

| 23 de febrero, 20:00 | Villa Dora | vs. | San José (ER) |  |  |

| 23 de febrero, 21:30 | San Lorenzo (BA) | vs. | Estudiantes (LP) |  |  |

Sexto weekend
| 29 de febrero, 21:00 | Mupol | vs. | Villa Dora |  |  |

| 29 de febrero, 21:00 | San Lorenzo (BA) | vs. | San José (ER) |  |  |

| 29 de febrero, 21:30 | Estudiantes (LP) | vs. | Banco Provincia (LP) |  |  |

| 1 de marzo, 20:00 | Mupol | vs. | San José (ER) |  |  |

| 1 de marzo, 20:00 | San Lorenzo (BA) | vs. | Villa Dora |  |  |

Séptimo weekend
| 7 de marzo, 21:00 | San José (ER) | vs. | Estudiantes (LP) |  |  |

| 7 de marzo, 21:00 | Villa Dora | vs. | Banco Provincia (LP) |  |  |

| 8 de marzo, 20:00 | San José (ER) | vs. | Banco Provincia (LP) |  |  |

| 8 de marzo, 20:00 | San Lorenzo (BA) | vs. | Mupol |  |  |

| 8 de marzo, 20:00 | Villa Dora | vs. | Estudiantes (LP) |  |  |

Octavo weekend (interzonal)